# Oli d’argània

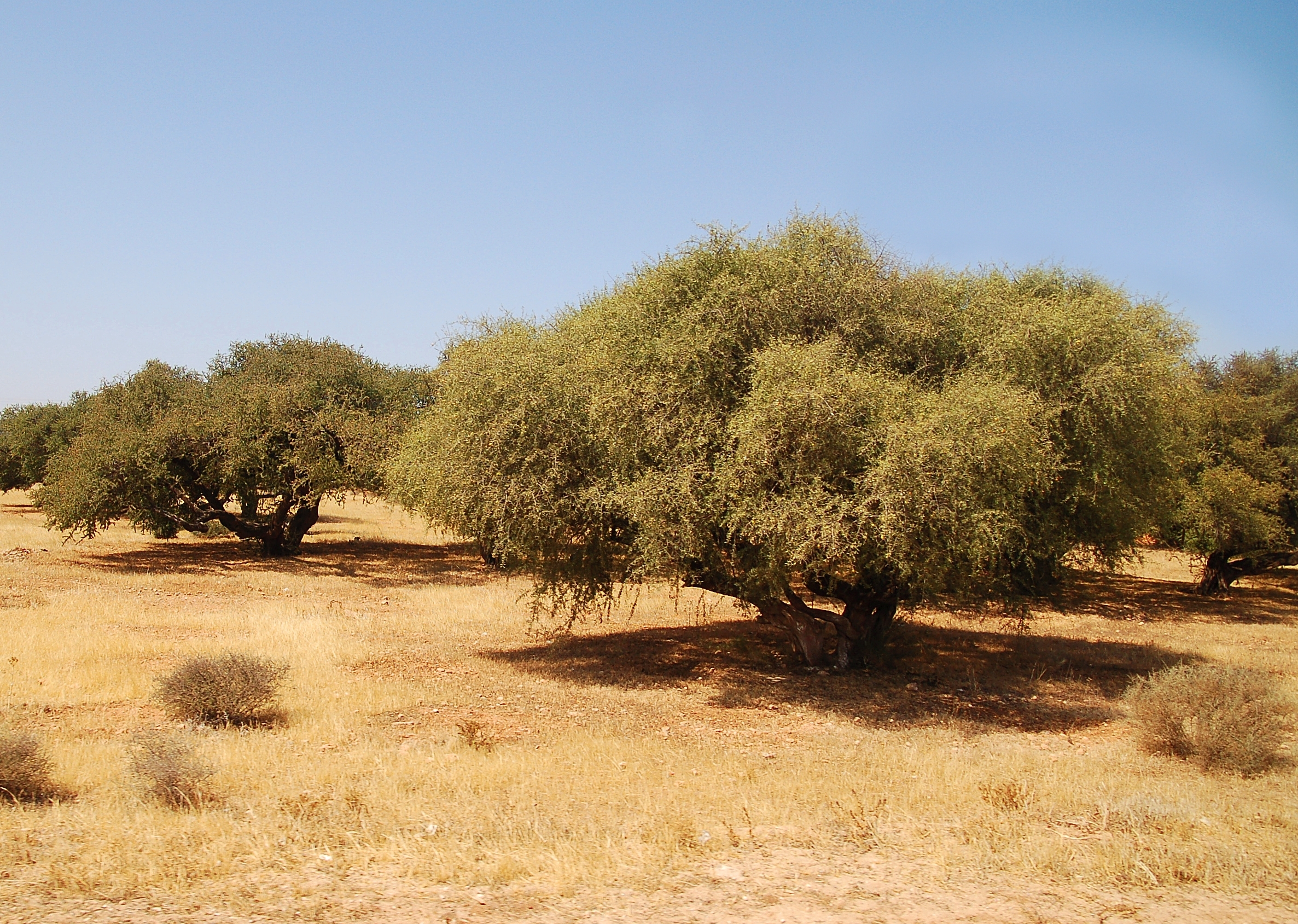
Plantació d'arbres d'argània

L'oli d'argània és un oli produït amb els pinyols de l'arbre argània, endèmic del Marroc, que és molt resistent a la secada. Aquesta és una espècie en perill i està protegida per la UNESCO. Aquest arbre creix silvestre en sòls semiàrids.

## Oli

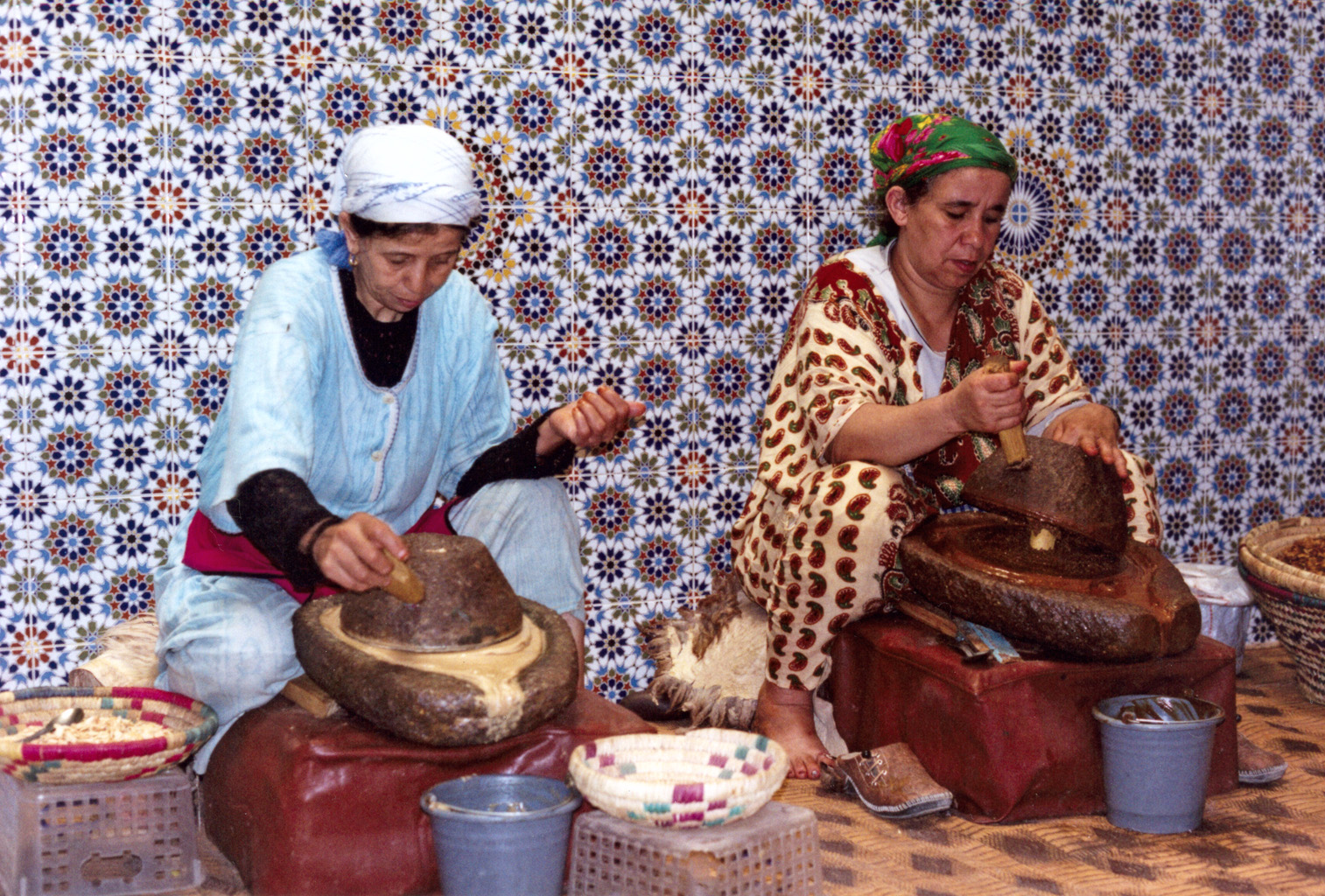
Producció tradicional d'oli d'argània

Els amazics recollien les llavors d'argània de dins dels excrements de les cabres, que se'n menjaven els fruits. Actualment ja no es cull així, sinó directament dels arbres. L'oli s'obté per premsat (el rendiment d'oli és del 43% dels pinyols) i també amb solvents en cas d'ús industrial.

## Propietats i usos
| Àcid gras   | Percentatge |
| ----------- | ----------- |
| Palmític    | 12,0%       |
| Esteàric    | 6,0%        |
| Oleic       | 42,8%       |
| Linoleic    | 36,8%       |
| α-Linolènic | <0,5%       |

És ric en tocoferol (vitamina E).
Es fa servir en el pa, cuscús, amanides, etc. Hi ha cooperatives només de dones amazigues que en produeixen. És molt útil per a la nutrició de la pell per les seves propietats hidratants, regenerants i anti-edat. És de color mel. Ric en omega 6, omega 9 i en vitamina E.